# Psaliodes serratilinea
Psaliodes serratilinea là một loài bướm đêm trong họ Geometridae.